# Список керівників держав 757 року
Список керівників держав 757 року — це перелік правителів країн світу 757 року.
Список керівників держав 756 року — 757 рік — Список керівників держав 758 року — Список керівників держав за роками

## Європа
- Абазгія — ерістав Леон I (745—768)
- Айлех — Ніалл Фроссах мак Фергайле (743—770)
- Айргіалла — до 825 невідомо
- Королівство Східна Англія — Беорна (749—760)
- Королівство Астурія — Альфонсо I (739—757); Фруела I (757—738)
- Герцогство Баварія — Тассілон III (753—788)
- Перше Болгарське царство — Винех (756—762)
- Брихейніог — Теудр I (735—760?)
- Волзька Болгарія — Ірхан (? — 765?)
- Венеційська республіка — дож Доменіко Монегаріо (756—764)
- Вессекс — Сігеберт (756—757); Кіневульф (757—786)
- Візантійська імперія — Костянтин V (741—775)
  - Неаполітанське герцогство — Стефан II (756—766)
- Королівство Гвент — Фернфел ап Ітел (755—775)
- Гвікке — Енберт (756—759)
- Королівство Гвінед — Карадог ап Мейріон (754—798)
- Дал Ріада — Еоган мак Муйредах (736—759)
- конунґ данів — Гаральд Боєзуб (735?-770?)
- Дівед — Теудос (730—760)
- Думнонія — король Коврдоллі ап Діфнвал (750—770)
- Королівство Ессекс — Світред (746—758)
- Іберійське князівство — Адарнасе III (748—760)
- Ірландія — верховний король Домналл Міді мак Мурхада (744—763)
- Карантанія — князь Ґотімиря (751/752—769)
- Королівство Кент — Етельберт II (748—762)
- Кордовський емірат — Абдаррахман I (756—788)
- Король лангобардів — Дезидерій (756—774)
  - Герцогство Беневентське — Лютпранд (749—758)
  - Сполетське герцогство — Рачіс (756—757); Албойн (757—759)
  - Герцогство Фріульське — Петро (751—774)
- Ленстер — Муйредах мак Мурхадо (738—760)
- Мерсія — Етельбальд (716—757); Беорнред (757); Оффа (757—796)
- Морганнуг — Ріс ап Ітел (755—785)
- Коннахт — Айліль Медрайге МакІннрехтах (756—764)
- Мунстер — Кахуссах мак Етерскелай (742—769)
- Король піктів — Енгус I (732—761)
- Королівство Нортумбрія — Едберт (737—758)
- Королівство Повіс — Брохфел ап Елісед (755—773)
- Королівство Сассекс — Етельберт (717/722—757); Осмунд (757—792)
- Сейсіллуг — Артен ап Сейсілл (740—807)
- Стратклайд — Думнагуал III (754—760)
- Улад — Фіахне мак Аедо Ройн (750—789)
  - Конайлле Муйрхемне — Варгал (Варгалах) мак Вахтбрайн (752—765)
  - Ві Ехах Кобо — Айлілль мак Федліммід (739—761)
- Король Міде Домналл Міді мак Мурхада (715—763)
- Франкське королівство:
  - Нейстрія — мажордом Піпін III Короткий (741—768)
  - Герцогство Васконія — персональна унія з герцогством Аквітанія до 768; Вайфер (744/745—768)
  - Бретонська марка — Роланд (753—778)
- Фризьке королівство — Гундеболд (748—760)
- Хозарський каганат — Багатур (755—675)
- Швеція — Гаральд Боєзуб (695? — 8 століття)
- Святий Престол; Папська держава — папа римський Стефан II (752—757); Павло I (757—767)
- Вселенський патріарх — Костянтин II (754—766)
  - Тбіліський емірат — до 813 невідомо

## Азія
- Близький Схід:
  - Аббасиди — Абу Джафар аль-Мансур (754—775)
    - Вірменський емірат — Хасан ібн Кахтаба ат-Таї (754—759)
    - Дербентський емірат — Хашим (745—760)
- Індія:
  - Західні Ганги — Шріпуруша (726—788)
  - Камарупа — до 815 точна хронологія невідома
  - самраат Кашмірської держави Лалітадітья Муктапіда (724—760)
  - Династія Майтрака — Сіладітія V (740—762)
  - Імперія Пала — Ґопала I (750—770)
  - Династія Паллавів — Нандіварман II (731—796)
  - Держава Пандья — Мараварман Раджасінга I (735—765)
  - Раджарата — раджа Аггабодхі VI (741—781)
  - Раштракути — Крішна I (756—774)
  - Чалук'я — Кіртіварман II (745—753/757). Падіння династії.
  - Східні Чалук'ї — Віджаядітья I (755—772)
- Індонезія:
  - Матарам — Панамкаран (746—775)
  - Шривіджая — Дармасету (742—775)
- Китай:
  - Династія Тан — Су-цзун (756—762)
  - Тибетська імперія — Тисрондецан (755—797)
- Наньчжао — Мень Гелофен (748—779)
- Корея:
  - Об'єднана Сілла — ісагим (король) Кьондок (742—765)
  - Пархе — Мун-ван (737—793)
- Паган — король Хтун Хтвин (753—757/762)
- Персія:
  - Дабуїди — Хуршид Табаристанський (747/748-760)
- Середня Азія:
  - Тюргеський каганат — Тенгрі-Елміш (753—756?/759?)
  - Бухархудати — Туксбада III (753? — до 775?)
  - Уйгурський каганат — каган Баянчур-хан (747—759)
- Ченла — Шамбхуварман (730—760)
- Японія — Імператор Кокен (749—758)

## Африка
- Аксумське царство — Талатем (753—774)
- Аббасиди — Абу Джафар аль-Мансур (754—775)
  - Берегвати — Саліх ібн Таріф (744—до 792?)
  - Некор (емірат) — Аль-Мутасим ібн Саліх (749 — ?)
- Макурія — Абрахам (749—760)

## Північна Америка
- Мутульське царство — К'авііль-Чан-K'ініч (741—761)
- Баакульське царство — К'ініч-Кан-Балам III (751—764)
- Шукуупське царство — К'ак'-Їпях-Чан-К'авііль (749—763)
- Яшчилан —  Яшун Б'алам IV (752—768)
- Царство Цу'со — К'ак'-Тілів-Чан-Йо'паат (725—785)